# لودمیلا ساوینکووا
لودمیلا ساوینکووا (به انگلیسی: Ludmila Savinkova) ژیمناست زادهٔ ۱ ژانویهٔ ۱۹۳۶ میلادی اهل کشور شوروی است.